# Campeonato del Mundo de patinaje de velocidad en línea 1998
El Campeonato Mundial de patinaje de velocidad en línea de 1998 tuvo lugar del 28 de agosto al 6 de septiembre de 1998 en Pamplona, España. Fue el la primera ocasión que la que España organizó el campeonato mundial.
Las pruebas de pista se celebraron, del 28 al 31 de agosto, en las instalaciones adscritas al Servicio Municipal Lagunak situado en el municipio de Barañáin. Las pruebas de ruta se celebraron del 3 al 6 de agosto en el circuito del Parque Antoniutti en le centro de la ciudad de Pamplona.

## Mujeres
| Distancia                   | Oro                                                 | Plata                                                        | Bronce                                              |
| Pista                       | Pista                                               | Pista                                                        | Pista                                               |
| --------------------------- | --------------------------------------------------- | ------------------------------------------------------------ | --------------------------------------------------- |
| 300 m Contrarreloj          | Andrea González                                     | Eva Lizarraga                                                | Valentina Belloni                                   |
| 500 m Sprint                | Nicoletta Gallessi                                  | Julie Brandt                                                 | Andrea González                                     |
| 1.500 m Sprint              | Nicoletta Gallessi                                  | Julie Brandt                                                 | Andrea González                                     |
| 5.000 m Puntos              | Theresa Cliff                                       | Simona Vesprini                                              | Debra Deveridge                                     |
| 10.000 m Puntos/Eliminación | Theresa Cliff                                       | Vicci King                                                   | Sheila Herrero                                      |
| 15.000 m Eliminación        | Theresa Cliff                                       | Debra Deveridge                                              | Sheila Herrero                                      |
| 5.000 m Relevos             | Estados Unidos Theresa Cliff Lean Hoy Jessica Smith | Italia · Nicoletta Gallessi · Adelia Marra · Simona Vesprini | República de China Ling Liu Ya-Wen Chen Shin-Yu Hou |
| Ruta                        |                                                     |                                                              |                                                     |
| 300 m Contrarreloj          | Andrea González                                     | Adelia Marra                                                 | Gypsy Tidwell                                       |
| 500 m Sprint                | Gypsy Tidwell                                       | Adelia Marra                                                 | Andrea González                                     |
| 1.500 m Sprint              | Andrea González                                     | Adelia Marra                                                 | Ling Liu                                            |
| 3.000 m Línea               | Theresa Cliff                                       | Simona Vesprini                                              | Erika Rueda                                         |
| 5.000 m Puntos              | SHeila Herrero                                      | Theresa Cliff                                                | Andrea Haritchelhar                                 |
| 10.000 m Puntos/Eliminación | Theresa Cliff                                       | Adelia Marra                                                 | Andrea Haritchelhar                                 |
| 15.000 m Eliminación        | Julie Brandt                                        | Theresa Cliff                                                | Andrea Haritchelhar                                 |
| Larga distancia             |                                                     |                                                              |                                                     |
| 42.195 m Marathon           | Adelia Marra                                        | Julie Brandt                                                 | Andrea González                                     |

## Hombres
| Distancia                   | Oro                                                    | Plata                                                        | Bronce                                                |
| Pista                       | Pista                                                  | Pista                                                        | Pista                                                 |
| --------------------------- | ------------------------------------------------------ | ------------------------------------------------------------ | ----------------------------------------------------- |
| 300 m Contrarreloj          | Keith Turner                                           | Alessandro Cantarella                                        | Chad Hedrick                                          |
| 500 m Sprint                | Keith Turner                                           | Chad Hedrick                                                 | Anthony Dodd                                          |
| 1.500 m Sprint              | Chad Hedrick                                           | Derek Downing                                                | Ippolito Sanfretello                                  |
| 10.000 m Puntos             | Chad Hedrick                                           | Massimiliano Presti                                          | Jorge Botero                                          |
| 15.000 m Puntos/Eliminación | Chad Hedrick                                           | Massimiliano Presti                                          | Arnaud Gicquel                                        |
| 20.000 m Eliminación        | Chad Hedrick                                           | Jorge Botero                                                 | Michael Byrne                                         |
| 10.000 m Relevos            | Estados Unidos Chad Hedrick Keith Turner Derek Downing | Italia · Fabio Marangoni · Luca Presti · Massimiliano Presti | Francia Arnaud Gicquel Pascal Briand Johan Langenberg |
| Ruta                        |                                                        |                                                              |                                                       |
| 300 m Contrarreloj          | Gregorio Duggento                                      | Keith Turner                                                 | Alessandro Cantarella                                 |
| 500 m Sprint                | Keith Turner                                           | Diego Rosero                                                 | Alessandro Cantarella                                 |
| 1.500 m Sprint              | Chad Hedrick                                           | Jorge Botero                                                 | Pascal Briand                                         |
| 10.000 m Puntos             | Arnaud Gicquel                                         | Jorge Botero                                                 | Chad Hedrick                                          |
| 15.000 m Puntos/Eliminación | Chad Hedrick                                           | Arnaud Gicquel                                               | Massimiliano Presti                                   |
| 20.000 m Eliminación        | Jorge Botero                                           | Massimiliano Presti                                          | Arnaud Gicquel                                        |
| Larga distancia             |                                                        |                                                              |                                                       |
| 42.195 m Marathon           | Martín Escobar                                         | Chad Hedrick                                                 | Jorge Botero                                          |

## Medallero
| Pos. | País           | Oro | Plata | Bronce | Total |
| ---- | -------------- | --- | ----- | ------ | ----- |
| 1.   | Estados Unidos | 18  | 10    | 3      | 31    |
| 2.   | Italia         | 4   | 12    | 5      | 21    |
| 3.   | Argentina      | 4   | 0     | 7      | 11    |
| 4.   | Colombia       | 1   | 4     | 3      | 8     |
| 5.   | Francia        | 1   | 1     | 4      | 6     |
| 6.   | España         | 1   | 1     | 2      | 4     |
| 7.   | Australia      | 0   | 1     | 3      | 4     |
| 8.   | China Taipéi   | 0   | 0     | 2      | 2     |

- Datos: Q18625954